# HD 19121
HD 19121，又名BD+01 534，SAO 110945、HR 926，是一颗恒星，视星等为6.05，位于銀經176.17，銀緯-46.77，其B1900.0坐标为赤經2h 59m 27.7s，赤緯+1° -46.77′ 24″。